# Karin Schnakenberg
Karin Schnakenberg (* 31. August 1961 in Bremen) ist eine deutsche Politikerin (CDU).

## Biografie

### Ausbildung und Beruf
Schnakenberg erreichte zunächst die Mittlere Reife und danach die Fachhochschulreife. Es folgten eine Ausbildung zur Erzieherin an der Fachschule für Sozialpädagogik in Bremen, ein Anerkennungsjahr und eine staatliche Prüfung als Erzieherin. So war Schnakenberg von 1983 bis 1986 als Erzieherin tätig. Sie besuchte die Fachoberschule für Sozialwesen in Bremen und machte danach eine Ausbildung als Beratungsanwärterin beim Arbeitsamt Bremen und an der Fachhochschule des Bundes. Sie war von 1991 bis 2006 als Berufsberaterin beim Arbeitsamt Bremen tätig.
Schnakenberg ist verheiratet und Mutter eines Kindes.

### Politik
Schnakenberg ist Mitglied der CDU.
Sie war von 1999 bis 2003 Mitglied der 15. Bremischen Bürgerschaft. Am 20. Januar 2006 rückte sie in die 16. Bürgerschaft nach, aus der sie einen Monat später, am 21. Februar 2006 aber wieder ausschied. Während der Zeit als Abgeordnete ruhte ihre Arbeit als Berufsberaterin aufgrund eines Bürgerschaftsgesetzes.